# Тур де Франс (телепередача)
Тур де Франс — второй (после Одноэтажной Америки) 13-серийный документальный фильм, созданный съёмочной группой Владимира Познера в партнерстве с Иваном Ургантом и на этот раз посвященный Франции. Основные съёмки вели летом и осенью 2009 года. Премьерная серия на Первом канале прошла 13 июля 2010. Затем фильм транслировали (еженедельно) с 5 сентября 2010 года по 26 января 2011 года.
После премьеры на Первом, как и в случае с «Одноэтажной Америкой», выпустили в продажу DVD-версию фильма (2011 г., аналогична телевизионной).

## Сюжет
«Тур де Франс» — это большое путешествие Владимира Познера и Ивана Урганта по Франции. В основе сюжета теперь нет задачи повторить чье-либо путешествие (как в случае с «Одноэтажной Америкой»), а потому Владимир Познер сам составлял маршрут по карте Франции. Ведущие путешествуют на машине, велосипедах и вертолетах. В нескольких сериях их сопровождает молодой француз Робан.
Ведущие начинают путешествие в Париже и двигаются на юг, проезжают Ривьеру и двигаются на север. Посещают города и городки страны. Её самые интересные места освещают отдельно. Кроме того, в каждой серии ведущие беседуют с известными и не очень французами (в том числе с эмигрантами, живущими во Франции), сравнивают жизнь во Франции и в России.

## Концепция и главный вопрос фильма
Основная задача и концепция фильма — рассказать зрителю о Франции языком жизни самих французов.
Главный вопрос фильма — что такое «L'Art de Vivre» — «Искусство Жить (по-французски)»?

## Ведущие
- Владимир Познер — российский тележурналист
- Иван Ургант — российский актёр и телеведущий

## Трансляция
Премьера состоялась 5 сентября 2010 года на Первом канале телепередача выходила по воскресеньям.
Предварительный показ 0 серии на Первом канале состоялся 13 июля 2010 года в рамках «французской недели». 0 серия представляет собой выборку из одиннадцатисерийного проекта.

## Серии
| № серии | Дата показа      | Место действия                                                                                            | Содержание                                                                        |
| ------- | ---------------- | --- | --------------------------------------------------------------------------------- |
| 00      | 13 июля 2010     | Франция                                                                                                   | Монтаж 11 эпизодов сериала (+ невключенные фрагменты и краткий экскурс по стране) |
| 01      | 5 сентября 2010  | Париж |                                                                                   |
| 02      | 12 сентября 2010 | Реймс Нанси Эвиан-ле-Бен Бургундия                                                                        | Завод Эвиан. Горная Франция.                                                      |
| 03      | 19 сентября 2010 | Лион Аннонэ                                                                                               | Лионский шёлк. Лионские ткачи. Братья Монгольфье.                                 |
| 04      | 26 сентября 2010 | Окситания (Прованс) Кейраз Динь-ле-Бен Грасс                                                              |                                                                                   |
| 05      | 3 октября 2010   | Канны Ницца Сан-Тропе                                                                                     | Французское кино. Каннский кинофестиваль. Интервью с Софи Марсо, Жаном Рено.      |
| 06      | 10 октября 2010  | Биот Арль Авиньон                                                                                         | Искусство и ремесло                                                               |
| 07      | 17 октября 2010  | Тулон Марсель Сент-Мари-де-ла-Мер                                                                         |                                                                                   |
| 08      | 10 ноября 2010   | Тулуза Арманьяк Ош Кондом                                                                                 |                                                                                   |
| 09      | 17 ноября 2010   | Лурд Олорон-Сент-Мари Байонна Биарриц                                                                     |                                                                                   |
| 10      | 24 ноября 2010   | Аркашонский залив, Бордо Медок Перигор Каор                                                               | Кулинарно-винный тур Устрицы Фуагра                                               |
| 11      | 1 декабря 2010   | Лимож Виши Ангулем Коньяк Ля Рошель                                                                       | Псовая охота Создание купажа коньяка Виши и оккупационное правительство           |
| 12      | 1 декабря 2010   | Замки Луары Амбуаз Динан, Бретань Нормандия, аббатство Сен-Мишель Ливаро, Нефшатель, Пон-л’Эвек, Камамбер | Сыры: Ливаро, Нёшатель, Пон-л’Эвек, Камамбер                                      |
| 13      | 26 января 2011   | Париж | Финальная серия                                                                   |